# محمد عصري زين العابدين
دكتور محمد عصري زين العابدين (1 يناير 1971)، أحد أبرز العلماء السنة في ماليزيا وأستاذ المشارك في قسم الدراسات الإسلامية في جامعة العلوم ماليزيا حاليا ومفتي لولاية برليس في ماليزيا سابقا.